# Anania egentalis
Anania egentalis is een vlinder van de familie van de grasmotten (Crambidae). De wetenschappelijke naam van deze soort is voor het eerst voorgesteld als Botys verbascalis var. egentalis door Hugo Theodor Christoph in een publicatie uit 1881.
De soort komt voor in het Russische Verre Oosten (Oblast Amoer) en Japan.